# キリンビバレッジ

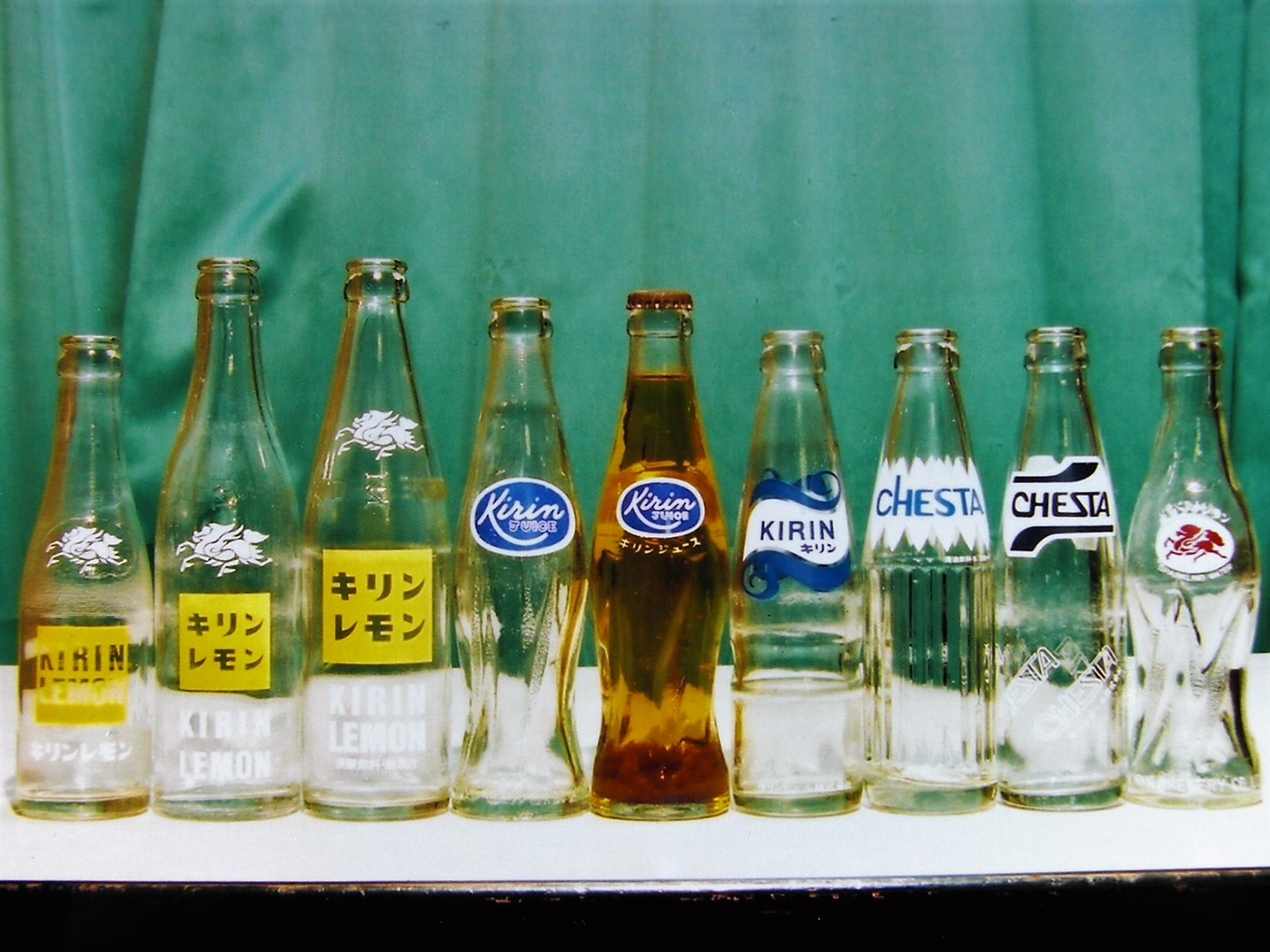
関連商品のリターナブル瓶
左から
1：キリンレモンクレール (1965年 発売当初の瓶)
2：キリンレモン (1958年 初のACL印刷瓶)
3：キリンレモン (1970年代)
4：キリンジュース (1954年 発売当初の瓶)
5：キリンジュース (1960年代)
6：キリンオレンジ (1970年代)
7：チェスタ(1973年 発売当初の瓶)
8：チェスタ (1970年代後半)
9：キリンタンサン(1950年代)

キリンビバレッジ株式会社（Kirin Beverage Company, Limited）は、日本の清涼飲料水メーカー。清涼飲料などのRTD (Ready to Drink) 製品の製造および販売を行っている。キリンホールディングス株式会社の機能子会社で、三菱グループに属する。

## 概要
1963年（昭和38年）4月15日、麒麟麦酒株式会社（旧制、現・キリンホールディングス）がキリンレモンやキリンオレンジを自動販売機で販売する「自動販売サービス株式会社」を設立。1967年（昭和42年）に小売店への販売を始め、キリンレモンサービス株式会社に社名変更。1988年（昭和63年）に創立25周年記念のCI導入によりキリンレモン株式会社に社名変更。1991年（平成3年）、麒麟麦酒（以下「キリンビール」）の清涼飲料事業部門を営業譲受により統合し、現在のキリンビバレッジ株式会社に社名変更している。1995年（平成7年）1月に東京証券取引所第二部に上場。1996年（平成8年）4月には第一部に指定替えした。
キリンレモン・キリンオレンジを除いて大半がキリンビールから承継した商品だったことから、当初は酒屋などでの販売が中心だったが、徐々に販路を拡大していき、近年は他の大手メーカー同様に自動販売機やコンビニエンスストアでの販売が中心となっている。紅茶（午後の紅茶）・コーヒー (FIRE)・緑茶（生茶）・炭酸飲料（キリンレモン・メッツコーラ等）が収益柱。さらに果実飲料などにも人気商品があり、国内清涼飲料水メーカーの規模としてはコカ・コーラボトラーズジャパン・サントリー食品インターナショナル（サントリーフーズ）・アサヒ飲料（同社の機能子会社のカルピスを含む）に次いで業界4位である(2017年現在)。キリングループのマーケティング力を背景に新商品を次々と投入してきたが、2009年（平成21年）3月に就任した社長・前田仁は、新商品の大幅削減と既存商品のテコ入れ強化によってブランド力・収益力を高める戦略を打ち出している。
2003年（平成15年）月にヤクルト本社と自販機部門での提携で合意。同年9月から「蕃爽麗茶」などのヤクルト商品をキリンビバレッジの自販機で、また「午後の紅茶」・「FIRE」・「ボルヴィック」などキリンビバレッジ商品をヤクルトの自販機で相互に販売している。2006年2月からは新たにインターネット通販事業「マーカーズ (markers)」を立ち上げ、飲料以外の商品も取り扱うなど、ネットビジネスの実験を開始した。とりわけマーカーズ限定発売の「生茶パンダ（生茶のマスコットキャラクター）」グッズの人気が高い。
2007年（平成19年）11月、子会社の小岩井乳業から小岩井ブランドの乳飲料を除くチルド製品事業を譲受。事業譲受後も製品の生産・販売は小岩井乳業に委託しているが、販売者はキリンビバレッジ名義となり、パッケージに表記されていた「本製品はキリンビバレッジ（株）との提携により小岩井乳業（株）がお届けしています。」の文言も消滅、小岩井乳業の存在感は薄くなった。
2008年（平成20年）2月から、生茶とキリンレモンのペット飲料にベルマークを付け、運動に協賛している。

### キリングループ再編・連携強化
- 2006年5月11日：親会社であるキリンビールが、長期経営構想の一環として純粋持株会社への組織変更とキリンビバレッジの完全子会社化を発表。
- 同年5月12日〜6月15日：キリンビールがキリンビバレッジにTOBを実施（買付価格は1株3350円）。
- 同年6月16日：TOB成立。6月22日付で決済を開始、キリンビールは既保有分 (59.37%) と併せてキリンビバレッジ株式97.07%を取得した。
- 同年7月10日：キリンビールとキリンビバレッジ両社が、残る少数株式を1株3350円（TOB買付価格と同額）で麒麟麦酒が取得する簡易・略式株式交換契約を締結。翌11日に上場廃止が決定し、整理ポスト入り。
- 同年8月11日：東証一部上場廃止。
- 同年10月1日：簡易・略式株式交換の効力発生、キリンビールはキリンビバレッジを完全子会社化した。
- 2007年7月1日：旧・麒麟麦酒が純粋持株会社「キリンホールディングス」に組織変更、キリンビバレッジは同社の事業子会社となる。

このグループ再編に伴い、経営・商品開発・マーケティングなどあらゆる面において、キリングループ各社（とりわけキリンビール新社）との連携が緊密になっている。
- コーポレートロゴを、1991年のキリンビバレッジ発足時から使われてきた「KIRIN Beverage」からキリングループ共通の「KIRIN」に順次変更。2007年7月のキリンホールディングス発足までに変更を完了した。
- 2007年1月1日から、テレビ番組の提供スポンサークレジットが「KIRIN キリンビバレッジ」と表記されるようになった（キリンビールの「KIRIN キリンビール」と共通）。
- 翌2月からは、キリンビバレッジのテレビCMにもキリンビールと同様に、キリングループが2007年1月に制定したグループ統一スローガン「おいしさを笑顔に KIRIN」のサウンドロゴが表記されることになった（原則として商品名に"キリン"を冠する商品のみで、『小岩井ブランド』や『ボルヴィック』といった"キリン"を冠しない商品には表記しない）。なお、サウンドロゴは2009年1月にリニューアルされ、CMの冒頭に挿入された（表記開始から2008年12月まではCMの最後に挿入）。

キリンビバレッジの場合は、導入当初は原則として90秒以上でもスローガンは一貫してアナウンスしないスタンスであったが、蒼井優出演のI-Tea「赤いI-Tea」篇・大泉洋出演のFIRE「冬」篇を皮切りに、30秒以上のバージョンではスローガンがアナウンスされるようになった。
- 2008年3月末から、キリンビバレッジが筆頭スポンサーの番組にキリンビールも合流、筆頭スポンサーが実質キリングループとなった。スポンサー紹介時は、キリングループ統一スローガン「おいしさを笑顔に KIRIN」を表示して両社の社名を読み上げる。ただし、「午後の紅茶」など一部CMではサウンドロゴが割愛されている場合がある。
- 2010年2月8日、本社機能を千代田区神田和泉町から渋谷区神宮前のキリン原宿本社ビルに移転。同ビルにはキリンビールが2009年8月31日付で中央区新川(キリンホールディングスと同住所)から本社機能を移しており、共有スペースやオープンミーティングスペースの設置・共通部署の同一フロア配置などの施策によって両社の協力体制強化を図る。
- 2011年、江崎グリコと業務提携を締結。トロピカーナやファイアなどといった、一部の紙パック製品（冷蔵品）の販売を同社に委託している[3][4]。
- 2011年3月11日に発生した東日本大震災の影響で、キリングループ全社は同年3月末まで一切の広告活動を自粛したが、同年4月からは、CM冒頭の「おいしさを笑顔に KIRIN」の部分の「キリン!」のサウンドロゴが無音になったバージョンに差し替えられ、2013年12月末まで使用していた。
- 2013年1月1日、キリンホールディングスが保有する全株式が、傘下のキリンビール・メルシャンとともに、この日発足した国内の飲料事業を統括する中間持株会社キリン株式会社に譲渡された。
- 2013年3月から6月にかけて、本社がキリン原宿ビルから中野区中野の中野セントラルパークサウスに再移転した。
- 2014年1月にグループ内のTVCMで使用するサウンドロゴを5年ぶりに全面リニューアルして再びCMの最後に挿入され、約2年9ヶ月ぶりに音入りとなった（新バージョンではアニメーションの後に「KIRIN」ロゴのみが表示される仕様となる）。当社ではメッツ コーラ「パーティーの季節」篇を皮切りに、すでに放映中のTVCMも順次、新サウンドロゴ仕様に変更される。なお、このサウンドロゴは2017年7月以降に開始されたCMでは使用されない。
- 2016年1月15日、ダイドードリンコと自動販売機事業で業務提携を結び、同年4月から、キリン側の自動販売機で「ダイドーブレンドコーヒー」、ダイドー側の自動販売機で「キリン 午後の紅茶シリーズ」の相互販売を開始した[5]。
- 2019年7月1日、親会社のキリン株式会社がキリンホールディングス株式会社に吸収合併されたことに伴い、キリンホールディングスの直接子会社となる。
- 2024年8月1日、花王からヘルシアに関する事業を買収した[6]。

## 販売ラインナップ

### 現在販売している商品
- キリンレモン（1928年 - ） - 炭酸飲料のロングセラーブランド。無果汁。ペットボトル・缶製品は天然水使用などリニューアルを重ねてきたが、主に飲食店向けに流通している200 ml入りの瓶製品のみが1950年代後半以降の味を現在も守っている。姉妹商品に「大人のキリンレモン（2010年4月6日〜 ）」がある。なお、200 ml入りの瓶製品のみがJAS規格（清涼飲料検）認定商品となっている。販売数減少のため、2020年12月末にてキリンレモン瓶入りは生産の終了が発表された[7]。
- キリンメッツ（Metsとも）（1979年8月 - ） - 炭酸飲料のブランド。元々はグレープフルーツフレーバー（発売開始から2003年5月までは果汁10%未満、2003年5月から2009年5月までは無果汁、2009年5月からは果汁1%、2011年5月からは無果汁）のみ。特定保健用食品である「メッツ コーラ」や、機能性表示食品「メッツ プラス」などが知られている。
- キリンガラナ（2003年 - ） - 北海道限定のガラナ飲料。かつてはMetsブランドだった。
- 午後の紅茶（1986年7月14日 - ） - 日本初のペットボトル入り紅茶飲料として発売。紅茶飲料として高い知名度と市場シェアを誇るキリンビバレッジの旗艦商品である。中国・台湾・タイでも発売。過去に多くの芸能人が起用されており、2016年5月現在のCMキャラクターは西内まりや、松本潤（松本は「おいしい無糖」のみの出演）である。一時期は「午後の紅茶」独自のサウンドロゴの導入もあった（30秒バージョンのみ）。
- トロピカーナ（1991年 - ） - 米・トロピカーナプロダクツ社との合弁会社であるキリン・トロピカーナ社のライセンス生産。
- 力水（1994年 - ） - DHAを配合した炭酸飲料。「今世紀最後の」「試験にでる」など奇抜なフレーズが商品名の頭につけられることもあった。発売当初は瓶入りで発売され、一旦製造を終了したが、2008年4月15日に300 mlボトル缶として復活し[8]、2011年5月までの約3年間発売されていた。その後、2013年4月2日に約2年ぶりに再々発売した。また、2013年12月10日には「キリン プラス-アイ」の一環として、プラズマ乳酸菌入り飲料「キリン　守って！力水」が発売された[9]。
- サプリ（1997年3月 - 2011年3月、2014年12月2日 - ） - 元々は機能性飲料のブランドで、「おなかの調子を整える健康飲料」として厚生労働省から特定保健用食品（特保）の認可を受けていた。2014年12月に「プラズマ乳酸菌」を配合した乳性飲料「まもるチカラのサプリ」シリーズとして「サプリ」のブランドを復活した[10]。
- キリン アルカリイオンの水（1999年 - ） - 一部商品の製造元はキリンディスティラリーが担当する。2011年頃より、日本記念日協会より3月6日と9月6日はスマートストックの日と制定されている。スマートストックとは災害が起こった時に備え、必要な時に必要なものを備蓄する事を指す[11]。
- FIRE（1999年7月14日 - ） - コーヒー飲料。FIRE全シリーズのほとんどが直火焙煎による製法を採用している。2012年10月現在のCMキャラクターは江口洋介。前回まではくりぃむしちゅーで、過去には岡田准一（V6）・松井秀喜・ジェロ・大泉洋・反町隆史・木村拓哉 (SMAP)・星野仙一、福山雅治らもCMキャラクターを務めていた。2015年10月からは福本伸行の漫画『賭博黙示録カイジ』の主人公である伊藤開司を起用している。
  - 主なBGMはスティーヴィー・ワンダーによる"To Feel the Fire"であったが、反町から変更。大泉からはさらに一新し、爆風スランプの過去の楽曲「無理だ! 〜YOU CAN NOT DO THAT〜」の替え歌バージョン「挽きたての歌」を大泉が歌った。福山時代は、自ら書き下ろした新曲「明日の☆SHOW」を歌った。2012年3月からは、くりぃむしちゅーの二人をメインキャラクターに起用、爆風スランプの楽曲「Runner」をBGM（アレンジ:内山肇）に使用している。
- 小岩井（1999年10月19日 - ）- 小岩井乳業産の牛乳を使った「ミルクとコーヒー」が第一号商品。小岩井（小岩井農牧・小岩井乳業）のものづくりの精神に基づいて開発・販売している。2004年3月23日から果汁飲料の現行主力ブランドである「純水果汁」シリーズを、2005年3月1日から野菜100%・添加物ゼロの野菜ジュース「無添加野菜」シリーズをそれぞれ発売。現在はミルクシリーズ（ミルクとコーヒーなど）・純水果汁シリーズ（りんご・みかんなど）・野菜シリーズ（無添加野菜）を展開している。2005年よりCMキャラクターに藤澤恵麻を起用。
- 無添加野菜（2011年2月1日 - ） - 香料・砂糖・食塩無添加設計の野菜飲料。「小岩井 無添加野菜」のチルド製品（200 ml紙パック・1000 ml紙パック）を全面刷新し、独立ブランド化した。当初は野菜100%のトマトミックスジュース「濃い野菜100%」と野菜・果汁ミックスタイプのにんじんミックスジュース「濃い野菜と果物」の2種類だったが、2012年3月に使用する野菜の種類を大幅に増やし、「48種類の濃い野菜100%」と「48種の濃い野菜と果物」に改名してリニューアル。2013年10月にはトマトジュース「ギュッとつまった濃いトマト」を加えて3種類となる。2014年4月に「48種の濃い野菜と果物」と入れ替えで野菜汁100%に変更した「こっくり甘い濃い野菜」を新たに発売し、「48種類の濃い野菜100%」と「ギュッとつまった濃いトマト」をパッケージリニューアル。同年10月にシリーズ初の期間限定製品「Winter Premium 〜ほっこり甘いさつまいも〜」を発売した。2015年4月に「48種の濃い野菜100%」をリニューアルし、「こっくり甘い濃い野菜」・「ギュッとつまった濃いトマト」と入れ替えで、「48種の濃い野菜と果物」が装いも新たに1年ぶりに復活し、「にんじんたっぷり濃い野菜」を新たに発売した。2016年4月にリニューアルを行い、特に「48種類の濃い野菜と果物」は使用する果物を白ぶどうからりんごに差し替えた。また、「にんじんたっぷり濃い野菜」は200ml紙パックが廃止され、1000 ml紙パックのみの設定となった。
- 生茶（2000年3月13日 - ） - 無糖茶飲料。「午後の紅茶」と並ぶ旗艦商品である。当初は緑茶ブランドとして展開していたが、「生茶 朝のうるおいブレンド茶（2010年4月20日 - 2012年7月）」の発売に伴い、一時は無糖茶ブランドに発展したものの、2013年5月以降は再び緑茶ブランドとなる。2014年4月にはカフェインを選択的に吸着・除去する「カフェインクリア製法」により、ペットボトル緑茶飲料としては世界初（100 mlあたりのカフェイン含有量0.001 g未満のPET容器詰め緑茶飲料として、2014年2月SVPジャパン調べ）のカフェインゼロを実現した「やさしさ生茶 カフェインゼロ（2015年4月に「カフェインゼロ生茶」にリニューアル）」を発売した。マスコットキャラクターは生茶パンダ。タイでも販売されている（進出当初は砂糖入りのみ、無糖タイプは2007年10月より販売）。
- からだ想い茶（2011年11月1日 - ） - 2011年より展開している健康茶シリーズ。第1弾はしょうがブレンド茶の「ぽっぽ茶」[12]で、2012年2月21日には第2弾となるブレンド紅茶の「すぅーっと茶」が発売されたが、「すぅーっと茶」は同年8月で製造終了。「ぽっぽ茶」も製造を終了しており、現在は、イオングループ（イオン、マックスバリュなど）限定で発売されている「食膳茶」のみである（「食膳茶」はキリンの製品情報ページには掲載されていない）。
- アミノサプリ（2002年2月15日 - ） - 健康飲料。アミノ酸1000 mg配合（500 mlペットボトル1本あたり）。「-ナイン」「ローヤルゼリーの-」などの派生商品の登場・台頭に伴って、一時は300 mlパウチ容器タイプのみ販売という時期もあったが、2009年3月のリニューアルで缶・ペットボトル商品が復活したことで「復権」を果たしたが、2014年2月をもって唯一発売されていた2Lペットボトルが製造終了となり、現在は、2012年4月10日にオルニチンやビタミンCを配合した「キリン プラス-アイ」の一製品として発売した555 mlペットボトル入り製品「アミノサプリC」のみとなった。過去にはCMキャラクターに麒麟戦隊アミノンジャーや当時、当社所属のプロゴルファーであった古閑美保が起用されていた。
- スープストックトーキョー（2004年1月20日 - ） - 首都圏・中部圏で同名のスープ専門店を展開する株式会社スマイルズと共同開発した缶スープ。関東・甲信越地域のコンビニエンスストア限定発売。
- 烏龍茶 極烏（ごくう）（2005年6月7日 - ） - 烏龍茶。「烏龍茶 鳳凰（ほうおう）」の後継。ちなみに「キリン烏龍茶」は飲食店など業務用向けで、一般市場で売られるキリンビバレッジの烏龍茶は「極烏」である。
- NUDA (ヌューダ)シリーズ（2006年2月14日 - ） - 無糖の炭酸水。パッケージに霊獣「麒麟」が描かれている（キリンビバレッジ製品ではNUDAとキリンレモン瓶製品のみ）。風味がついた商品も発売されているが、糖分ゼロを維持するため全て香料等の添加物で再現され、本物の果汁・ホップ等は一切使用していない。CMキャラクターは岡村隆史(ナインティナイン)、梨花、サッカー漫画『キャプテン翼』の主人公大空翼、矢部浩之(ナインティナイン)（※岡村は発売当初から出演していたが、6月より岡村の相方・矢部も出演した。また、スポンサー番組である『めちゃ×2イケてるッ!』でメンバー全員のCMパロディを行ったことがある）。2007年は東京スカパラダイスオーケストラが出演。2008年は第2日本テレビ特設サイト内にて、スッキリマンに扮するつるの剛士と、スッキリ3人娘（板野友美、大島麻衣、河西智美（いずれもAKB48））が出演[13]。2009年4月発売の「クリアスパークリング」および「クーリンググレープフルーツ」から、ダイヤカット加工を施した新ボトルを使用。なお、「クリアスパークリング」は2015年9月をもって製造を終了し、現在は「クーリンググレープフルーツ」のみである。
  - NUDA クーリンググレープフルーツ（2009年4月7日 - ）
- 世界のKitchenから（2007年5月8日 - ） - 世界各国の家庭料理や食習慣に着目、その製法を日本でなじみのある食材を使って実践し商品化する。使用する素材や製法へこだわる都合上、大量生産ができなくなったことで終売を迎えることが多く、2023年時点では定番商品の「ソルティライチ」を中心としたラインナップとなっている[14]。
- LOVES SPORTS（ラブズ スポーツ）（2009年5月26日 - ） - 「スポーツを愛するすべての人へ。」がコンセプトのスポーツ飲料。協和発酵キリンの子会社「協和発酵バイオ」との共同開発で、同社が研究開発したスポーツに最適なアルギニンとシトルリンの配合比率を採用。加えてカリウム・ナトリウムを配合し、グレープフルーツ風味に仕上げた。555 ml大容量ボトル・サッカー日本代表オフィシャルドリンク採用など「SONiQ」の後継にあたるが、"スポーツ応援価格"としてメーカー希望小売価格が他社製の主要ブランドよりも割安（税抜124円）に設定されている。また、2010年4月からは数量限定で「サッカー日本代表応援ラベル」が設定されており、2011年7月には「サッカー日本代表デザインボトル」として復活し、以降も同年10月・2012年5月と再発売されている。また、2011年10月からはなでしこジャパン仕様の「なでしこジャパン応援デザインボトル」も設定されており、2012年5月に新仕様で再発売されている。また、2011年7月には2 Lペットボトルを数量限定で発売し、2012年6月には「サッカー日本代表応援デザイン」・「なでしこジャパン応援デザイン」として再発売された。2013年4月に初のリニューアルを行い、味わいを改良。2014年3月に2度目のリニューアルを行い、ナトリウムの含有量を100 mlあたり50 mgに増量。また、これまでは数量限定品として設定されていた2 Lペットボトルをレギュラー製品化した。
- ウコンとしじみ900個分のオルニチン（2012年3月13日[15] - ） - ウコン成分クルクミンとしじみ900個分に相当する「回復系アミノ酸オルニチン（配合されているオルニチンは発酵法によって製造されたアミノ酸で、しじみ由来ではない）」を配合したウコン系飲料。従来品である「ウコン［ダブル］」に比べてウコン特有の苦みや臭みを抑えた柑橘味とした。「キリン プラス-アイ」の1製品である。
- にっぽん米茶（2013年5月28日 - ） - 原料に国産米を100%使用した無糖茶飲料。カフェインゼロ。
- アミノバイタルGOLD2000ドリンク（2014年9月2日 - ） - 味の素と共同開発した「アミノバイタル」ブランドのスポーツドリンク。同社が発売する「アミノバイタルGOLD2000」と同じ、ロイシンを高配合した独自組成の必須アミノ酸を配合（パッケージ正面上部に「Powered by Ajinomoto Co.,Inc.'s amino acids」の表記がある。なお、当社が発売する他の製品とは異なり、パッケージに「KIRIN」ロゴは表記されていない）。本品は後述の「アミノバイタル ボディリフレッシュ」の実質的な後継製品でもある。2016年6月7日にナトリウムを増量してマスカットフレーバー（無果汁）に変更し、内容量を555 mlに増量するリニューアルを行った。
- 晴れと水（2017年5月30日 - ） - 白樺活性炭でろ過した天然水で、初期は関東地方のみで発売していたが、2018年3月13日にパッケージデザインを改良し、「晴れと水 手摘みレモン」と一緒に全国発売。なお、「晴れと水 手摘みレモン」は2024年4月をもって出荷終了した[16]。
- iMUSE（イミューズ）（2017年8月 - ） - キリン・小岩井乳業・協和発酵バイオの3社共同プロジェクトで、プラズマ乳酸菌を使用したドリンク、ヨーグルト、サプリメントなどを展開する[17]。キリンビバレッジからはドリンク「iMUSE レモンと乳酸菌」を2018年1月16日に発売した。2022年3月29日に「iMUSE 朝の免疫ケア」を発売[18]。

### 販売を終了した商品
キリンビール時代の清涼飲料も含む。
- キリンオレンジ（1953年 - 1994年） - 発売当初は「キリンジュース」の商品名だった。果汁10%オレンジ飲料。改名当初は「キリンオレンジエード」と称していたが、瓶の形状変更と同時に「キリンオレンジ」に改称。「自動販売サービス」の創業以来取り扱っていた。後継商品「きりり」の登場により姿を消すが、名称はきりりの業務用向け商品「キリンオレンジきりり」として2020年末までラインアップに残された。
- キリンサイダー（1956年 - 1958年） - 柑橘系香味のキリンレモンに対し、林檎系香味の厳密な意味でのサイダーとして発売。
- チェスタ（1970年 - 1979年?） - 無果汁炭酸飲料。グレープとグレープフルーツ風味の2種類。1979年に事実上の後継商品「Mets」にとって代わる形でそのまま販売終了。
- サーフブレイク（1982年 - 1989年） - スポーツドリンク。キャッチコピーは「渇きをブレイク」。
- キララ（1984年） - 小振りなガラス瓶に詰められた無果汁の微炭酸飲料。CMキャラクターは原田知世で、CMソングはキララとウララの「多感期のフラミンゴ」。
- オフサイド（1985 - 1986年頃） - ライム味の炭酸飲料。「第5世代飲料」がキャッチコピー。中期～後期の奇抜で不条理なCMが特徴的だった。味はライムの他にアップルジンジャー、ナイアガラグレープが存在。
- with you（1986年頃 - 1991年頃） - 無果汁の炭酸飲料。「メロンソーダ」や「キウイソーダ」など様々な種類の個性的なフレーバーが発売された。
- スイカソーダ（1987年、2010年7月20日 - 9月末） - スイカ風味の炭酸飲料、無果汁。キリンビール時代は「with you」シリーズのひとつとして販売された[19]。2010年に、「カラダよろこぶ。元気炭酸」シリーズの一環として500 mlペットボトルで復活した[20]。
- JIVE（1987年9月 - 1999年7月） - 当時缶コーヒーとしては本格的な粗挽きネルドリップ製法を採用。コンセプトは「喫茶店の味を缶コーヒーで実現する」というものだった。このコンセプトは後継の「FIRE」シリーズの一部（FIRE挽きたてシリーズ等）に引き継がれる事となる。代表されるCMキャラクターは小林稔侍・高品格（1989年）、野茂英雄（1996年?）、サザンオールスターズの桑田佳祐（1993年 - 1994年、その後桑田はアサヒ飲料の缶コーヒー「WONDA」シリーズのCMに出演）、安全地帯の玉置浩二（1997年 - 1998年）など。
- ザ・ソーダ（1989年）  - 炭酸飲料[21]。
- ポストウォーター (初代)（1990年代前半） - スポーツドリンク[22]。CMキャラクターはブルース・ウィリス、細川ふみえで、後に筋肉少女帯を起用。瓶商品のボトルは「フラスコ型」「ツイスト型」などユニークな形状を特徴としており、うちフラスコ型の瓶は『POPEYE』誌のグッドデザイン賞を受賞した。
- Chassé(シャッセ)（1991年 - 1996年） - キリンビバレッジ発足後最初の商品。果汁60%を含む炭酸飲料[注釈 1]。アップル・マスカット・ピーチのラインナップがあった。観月ありさがCMキャラクターを務めた。
- プチ・ミール（1992年） - オーツシリアルに牛乳とドライフルーツ等を配合した飲料[24]。
- オズモ (1992年～94年?) ビタミンCなどの栄養素を配合した炭酸飲料で、製品名は英語で浸透を意味する"osmosis"に由来する[24]。ダウンタウンをCMに起用[25]。
- スウォーター（1996年3月 - 1998年?） - 果実酢飲料[26]。「からだ、すきとおる。」がキャッチコピー。
- 天然育ち（1996年 - 1998年） - Chassé（シャッセ）の後継商品で、果汁30%を含む炭酸飲料。グレープとアップルの2種類で天然水を使用し無着色。CMキャラクターは当時大ブレイク中のPUFFYが務めた[27]。
- 烏龍茶 鳳凰（ほうおう）（ - 2005年） - 後継商品は「烏龍茶 極烏（ごくう）」。CMキャラクターは中井貴一、後に鈴木保奈美と野際陽子の二人が務めた。
- 大黒茶（1995年 - 1996年?）- 五穀を使用した無糖茶飲料[28]。
- スピード - スポーツ飲料[29]。CMキャラクターに松坂大輔を起用。
- ラクダ - CMキャラクターにMISIAを起用。
- コーン茶 - とうもろこし茶。CMソングの歌唱はさねよしいさ子が担当した。
- Cady（キャディ）（1998年） - カルシウムローリングウォーターで、サッカー日本代表のオフィシャルウオーターにも選出された[30]。わずか1年前後で姿を消した。
- Naturals-ナチュラルズ（1998年6月 - 2000年?） - 緑茶をベースに、カテキン、キダチアロエエキス・柿の葉エキスの3種類の植物成分を配合した、今までにない新しいお茶として開発された[31]。自然の成分を使用したノンカロリーの健康飲料。CMキャラクターはAKKO(MY LITTLE LOVER)、森高千里、松嶋菜々子。後期のCMキャラクターだった松嶋菜々子が2000年3月発売の「生茶」のCMキャラクターに使われたこともあり、その後の展開が先細りとなった。
- キリンチビレモン（2000年 - 2001年） - 黄色い色のレモン風味の炭酸飲料で、「チビ」の名前通り245 mlの小型ペットボトルで発売されたが、1.5 Lペットボトルの設定もあった。姉妹商品にキリンチビサイダー、キリンチビいちご、キリンチビ力水（ビン）などがあった。なお、キリンチビ力水は2007年まで販売していた。
- 聞茶（初代）（2001年3月2日 - 2002年2月） - ウーロン茶で、CMキャラクターは井上陽水が務めた[32]。
- Drink! Smap! （2002年） - 同名のSMAPのアルバムとコラボした期間限定商品で、350 mlの炭酸飲料だった。
- Wo（ウォウ）（2003年 - 2004年） - カクテル風ソフトドリンク[33]。CMキャラクターは柴咲コウが務めた。
- 体質水（2004年2月17日 - ） - キリンビール医薬品事業部（現・協和発酵キリン）と小岩井乳業の共同研究により発見された「KW乳酸菌」を配合した健康飲料[34]。
- クエン酸サプリ 903（キューマルサン）（2004年3月23日 - ） - アディダスジャパンと共同開発し、従来のスポーツドリンクと一線を画す「対乳酸プロダクト」として登場した。商品名の由来であるクエン酸をはじめ、発売当時厚生労働省が食品として認可したばかりのカルニチンなどを配合、筋肉疲労からの素早い回復を支援する。
- さんぴん茶（2005年1月14日 - 2009年10月） - 沖縄県限定で発売されたジャスミン茶[35]。
- 体質茶（2005年1月18日 - ） - 「体質水」から派生。KW乳酸菌を配合した、緑茶ベースの健康茶[36]。
- 上海冷茶（2005年2月22日 - ） -ウーロン茶ベースのブレンド茶[37]。 CMキャラクターは大地真央、加藤ローサのふたり。
- キリンレモン77（2005年3月22日 - ） - キリンレモン77周年を記念して発売された黄色い色のレモン風味の炭酸飲料。500mlペットボトル1本あたりレモン77個分のビタミンCが含まれている。パッケージデザインは独自のもので、姉妹商品にキリンレモンブラック、キリンレモンホワイト、キリンメロンクリームソーダがあり、キリンメロンクリームソーダは2009年春頃まで継続販売されていた。
- 茶来（2005年5月30日 - ） - CMキャラクターは中山美穂が務めた。CMソングはガロの「地球はメリーゴーランド」を使用。
- 「NUDA（ヌューダ）」シリーズ
  - NUDA（2006年2月14日[38] - 2009年3月） - 後継は「クリアスパークリング」。
  - NUDA グレープフルーツ&ホップ（2007年7月24日 - 2009年3月） - 後継は「クーリンググレープフルーツ」。
  - NUDA ゆず&ホップ（2007年11月20日 -）
  - NUDA レモン&トニック（2008年4月8日 - 2009年3月）
  - NUDA ピンクグレープフルーツ&トニック（2008年7月1日 - 2009年3月）
  - NUDA クリアスパークリング（2009年4月 - 2015年9月）
- 「アミノサプリ」シリーズ
  - アミノサプリナイン（2006年4月4日 - ） - 必須アミノ酸9種類を計1000mg配合。味は非常に薄く水に近い。青いパッケージカラーも、他のアミノサプリシリーズとは一線を画す。
  - ローヤルゼリーのアミノサプリ（2007年4月3日 - ） - 本家と同量のアミノ酸に加えてローヤルゼリー・ナイアシンなどを配合。
- 笹とお茶（2006年4月11日 - ） - CMキャラクターは中井貴一、三船美佳のふたり。
- 実感（2006年5月9日 - ） - 麦茶ベースの五穀茶[39]。CMキャラクターは桐島かれん、CMソングにはちあきなおみの「星影の小径」が使用された。
- ポストウォーター (2代目)（2006年5月16日 - ） - 1990年代にスポーツドリンクとして販売されていた初代ポストウォーターを、食物繊維とカルニチンを配合したレモン風味・カロリーゼロの「ファイバー&ダイエット飲料」としてリニューアル復活させた。しかしユニークなボトル瓶などで注目された初代の人気には遠く及ばず、わずか1年前後で姿を消した。CMキャラクターは加藤ローサが務めた。
- 聞茶 (2代目)（2006年6月20日 - ） - CMキャラクターは土屋アンナが務めた。
- Z7（ジーセブン）（2007年5月22日 - ） - 高級志向の成人男性をターゲットにしたデイリープレミアム飲料。人体の必須微量元素である亜鉛7mg（商品名の由来）をはじめ、アミノ酸1000mgとクエン酸900mgを配合。CMキャラクターに野茂英雄を起用[40]。
- 分解茶（2007年6月12日 - ） - 烏龍茶・杜仲茶・ウコン茶の3種類の健康茶をブレンド、独自製法で苦味成分を分解して飲みやすくした健康茶[41]。
- I-Tea（アイティー）（2007年6月26日 - ）- 「IT生活にうるおいと元気を与える、赤い色素の健康茶」として発売[42]。"赤い色素"であるアスタキサンチン配合。CMキャラクターは蒼井優が務めた。
- ShavaDava（シャバダバ）（2008年3月25日 - 2008年12月） - グレープフルーツビネガー15 ml（1本450 mlあたり）を、グレープフルーツ果汁と炭酸水で割った炭酸果実酢飲料。通常果実酢はリンゴやブドウから作られるものが主流だが、クエン酸に強い酢酸菌の使用などによりグレープフルーツ果汁からの果実酢生産に成功。CMキャラクターは二宮和也が務めた。CMソングは、かつて日本テレビで放送されていた『11PM』のテーマソング『ウィ!シャバダ』をアレンジしたものを使用[43]。
  - ShavaDava グリーンアップル（2008年7月8日 - 2008年10月） - グレープフルーツビネガーに加える果汁をグリーンアップル（青リンゴ）果汁に変更した以外は、オリジナルの「ShavaDava」と同じ。
- 潤る茶（うるるちゃ）（2008年5月27日 - 2010年4月） - 12種類の素材（ベース素材：はと麦・玄米・大麦・ハブ茶・とうもろこし・大豆、健康素材：大麦若葉・黒豆・黒胡麻、うるおい素材：コラーゲン・キダチアロエ・ゆず）をブレンドした健康茶。純水100%使用で（2009年2月リニューアル以降は海洋深層水を併用）カフェインゼロ。2009年2月にリニューアル、玄米・大麦・コラーゲンをそれぞれ増量し、新たにローズヒップ香料を配合した。「生茶 朝のうるおいブレンド茶」の発売に伴い製造を終了した。
- SONiQ（ソニック）（2008年6月10日 - 2009年3月） - 「体力」だけでなく、集中力や判断力などの「知力」もサポートする次世代スポーツ飲料として開発されており、別名は"スポーツサプリ ソニック"である。脳と筋肉のエネルギー源であるブドウ糖2000 mgと、ブドウ糖のエネルギー代謝促進やメンタル面安定に効果があるとされるGABA10mgを配合（ともに100 mlあたり）[44]。また小型ボトルには、一般的な500 mlから11%増量した555 mlペットボトルを採用した（大型ボトルは2L据置き）。CMキャラクターに「安床兄弟」らインラインスケートの世界的プレーヤーを起用し、RIP SLYMEがこのCM専用に書き下ろした楽曲を提供した。2008年度サッカー日本代表チームオフィシャルドリンク。
- 発酵ウコン（2009年3月24日 - 2010年3月） - ウコンエキス飲料。乳酸菌発酵によって独特の苦味を抑えた秋ウコンから抽出したエキスを配合し、ヨーグルト風味に仕上げた。クルクミン30 mg・オルニチン200 mg配合（190 mlボトル缶1本当たり）。「ウコン［ダブル］」の発売に伴い、製造終了。
- バンホーテン ミルクココア（1980年代末期 - 2009年12月）- 2010年9月よりアサヒ飲料へ販売権を譲渡。
- ウコン［ダブル］（2010年4月6日 - 2012年3月） - ウコン成分クルクミンとオルニチンのダブルパワーウコン系飲料。従来の「発酵ウコン」に比べ、オルニチン含有量を2倍の400 mgに強化。独特の苦味やにおいを抑えた柑橘系の味わいで、内容量も飲みきりやすい100 ml瓶となった。本製品はグループ横断ブランド「キリン プラス-アイ」の1製品として発売する[注釈 2]。「ウコンとしじみ900個分のオルニチン」発売に伴い製造終了。
- キリンコーラ（2010年6月1日 - 2012年9月）- キリンオリジナルのコーラ飲料[45]。隠し味でホップフレーバーを配合している。2009年夏より一部の自販機でテスト販売を行っていたが、正式発売された。自販機を中心に販売された。
- FIRE neo（2011年4月 - 2013年10月） - 製造中の加熱度合いが少ない低温無菌充填を採用し、上質な香りとクリアな味わいを実現したペットボトル入りコーヒー。2012年4月、CMに岡田准一、バナナマン（設楽統・日村勇紀）、ナイツ（塙宣之・土屋伸之）、SHELLYを起用し、架空のオフィスで働く『Team neo』を演出していた。またケーシー高峰、セルジオ越後、デーブ・スペクターもCMに登場している。BGMは「ショウほど素敵な商売はない」、シャロン・マクナイトが歌っていた。なお、手売りの製品は2012年11月までに全製品の生産が終了され、自動販売機向け製品も2013年10月までに全製品の生産が終了された。
- キリンメロン（1980年代前半 - 2000年代前半） - 無炭酸の果汁入り飲料、主にベンダー用として販売されていた。
- キリンの泡（2012年3月20日 - 2014年9月） - これまでの既存品にはなかった「大人のくつろぎタイム」に向けた炭酸飲料。アップルの味わいにホップが香り、さらに米発酵エキスを加えたことでやわらかな甘みとやさしい泡の口当たりを実現した。2012年10月23日にはグレープフルーツとオレンジの味わいとした「芳醇グレープフルーツ&ホップ」を追加発売（2014年3月製造終了）。2013年4月23日に「なめらか泡製法」の進化によりグラスに注いだときの泡の持続時間を約2倍にして「芳醇アップル&ホップ」をリニューアル。同年9月17日にはグレープとグレープフルーツの味わいとした「薫るグレープ&ホップ」、同年11月5日にはホット専用の「ホット芳醇アップル&ホップ」をコンビニエンスストア限定で発売した。2014年3月に「薫るグレープ&ホップ」と「ホット芳醇アップル&ホップ」が製造終了。同年9月に「芳醇アップル&ホップ」が製造終了したことでブランドを終結した。
- アミノバイタル ボディリフレッシュ（2013年3月 - 2014年8月） - 元々「アミノバイタル」は味の素が発売するアミノ酸を含有するスポーツサプリメントで、ペットボトル製品はグループ会社であったカルピスが販売していた。しかしながら、2012年10月にカルピスがアサヒグループホールディングスの傘下に移ったことに伴い、同じグループ会社のアサヒ飲料が発売する「スーパーH₂O」への統合に伴い一旦は販売を終了していた。その後、同年12月に味の素との間で「アミノバイタル」ペットボトル飲料の製造ノウハウおよび商標ライセンスに関する契約を締結。2013年3月にキリンビバレッジの製品として復活した（パッケージ正面上部に「Powered by Ajinomoto Co.,Inc.'s amino acids」の表記がある。なお、他の製品とは異なり「KIRIN」ロゴは表記されていない）。「アミノバイタルGOLD2000ドリンク」の発売に伴い、2014年8月をもって製造を終了した。
- 別格（2014年11月4日 - 2015年9月）- 当社の新たなスローガンである「世界一おいしいのみものをつくる会社になる」を体現化した高価値・高価格ブランドで、ボトル缶製品（「塩サイダー 南高梅」・「濃蜜レモネード」を除く）はキャップ部分までラベルを覆ったフルシュリンクボトル缶を採用している[46]。複数のジャンルを横断した商品を発売していたが、発足から10か月後にブランド終息となった[47]。
- おいしく地産全笑。（2015年7月7日 - 2016年2月） - 「地域のおいしいを見つけてニッポン中で楽しむ、おいしい地産全消」をコンセプトに、技術を生かして地産品のおいしさ商品化し、地域経済や農業経営へ貢献していくことを目指して開始した「おいしく地産全笑。プロジェクト」発の製品。その第1弾として、にんじん汁をベースに、九州・沖縄各県産の野菜や果物をブレンドした165g缶入り100%ミックスジュース「世界一の九州・沖縄をつくろう。野菜100」・「世界一の九州・沖縄をつくろう。野菜と果物」を発売した。
- アスタリフトウォーター（2016年4月12日 - 2017年3月） - 富士フイルムが発売するスキンケアブランド「アスタリフト」とのコラボレーション製品[48]。アスタキサンチンの乳化物を同社のナノテクノロジーにより約100 nm以下に分散化した「ナノアスタキサンチン」と、同社が開発した沈殿や濁り、苦みの原因となる物質を一般的に用いられているコラーゲンよりも80%以上低減した高純度コラーゲン「ピュアコラーゲン」を配合し、ザクロ×ピーチフレーバー（無果汁）で仕上げた美容成分配合飲料。
- きりり（1994年4月 - 2020年12月） - オレンジ果汁飲料。キリンオレンジの後継として登場し、果汁増量 (10%→30%)・純水仕上げなど大幅にリニューアル。「モニフラきりり」など派生商品も登場する果汁飲料の主力ブランドだったが、現在は小岩井ブランドの「純水果汁」シリーズや「トロピカーナ」シリーズに主力の座を譲り、飲食店など業務用向けの「キリンオレンジきりり」をメインに販売していたが、唯一、最後まで残されていた業務用向け瓶入り商品も先述の小岩井ブランドの「小岩井オレンジ」に統合される形で2020年12月末を以って販売終了[49]。キリンオレンジの系譜が通算67年の歴史に幕を下ろす事となった。過去のCMキャラクターは瀬戸朝香、モーニング娘。など。
- ボルヴィック（2003年 - 2020年12月） - フランス産のミネラルウォーター。1986年からサントリーフーズが販売開始、1993年からは三菱商事の販売となり、2003年からキリンビバレッジが販売していた。その後、契約期間満了や販売数量減少によって2020年末で販売終了となった。[50]

## 事業所

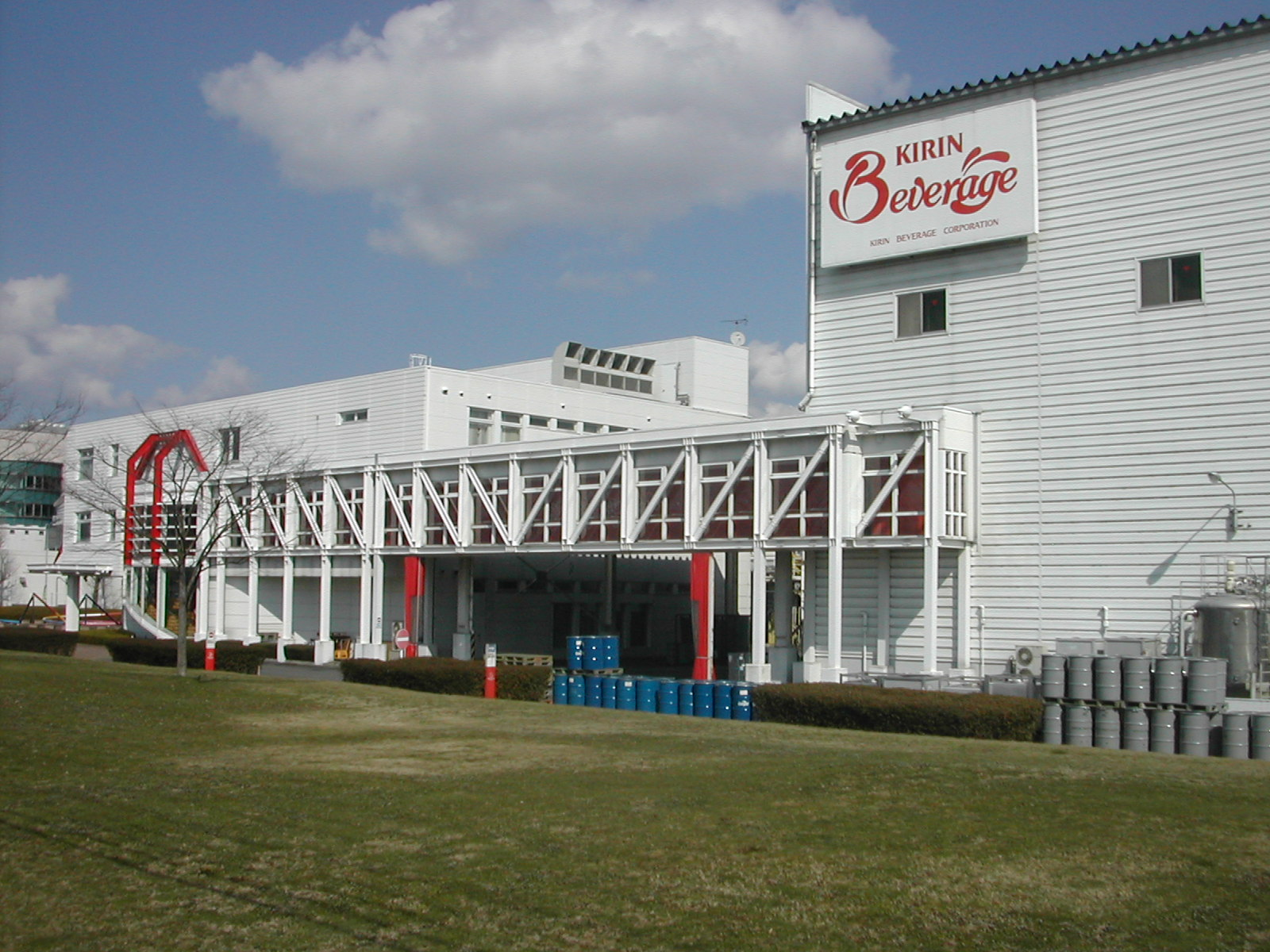
舞鶴工場

- 湘南工場（製造所固有記号:SY） - 神奈川県高座郡寒川町倉見1620番地
- 滋賀工場（製造所固有記号:K17） - 滋賀県犬上郡多賀町敏満寺犬掛1600番地　キリンビール滋賀工場併設。

かつて製造されていた工場
- 舞鶴工場　京都府 舞鶴市

両工場とも、事前予約制で見学可能であり、主に午後の紅茶ツアーが行われ、午後の紅茶が出来るまでの工程を中心に体験する事が出来る。

## グループ企業

### 国内
※全て株式会社である。
- キリンMCダノンウォーターズ

フランス・ダノン社及び三菱商事との合弁会社（2002年設立）。
- キリン・トロピカーナ

アメリカ・トロピカーナプロダクツ社との合弁会社（1991年設立）。
- 小岩井乳業

小岩井牛乳やチーズなどの乳製品を生産・販売。またキリンビバレッジのチルド商品（紙パック・カップ）の生産・販売も行う（2007年11月以降は業務委託）。
- 北海道キリンビバレッジ

「キリンガラナ」など、特色ある地域限定商品を持つ。以前は麒麟麦酒・明治屋など他社の出資もあったが、2003年に簡易株式交換を行い完全子会社化。
- 自動販売機販社
  - 北海道キリンビバレッジサービス

営業圏域は北海道道央。
  - 函館ダイイチベンディング

営業圏域は函館市を中心とした北海道道南。
  - 仙台キリンビバレッジサービス

営業圏域は宮城県・岩手県・福島県。
  - 東京キリンビバレッジサービス

営業圏域は首都圏を中心とする関東地方。
  - 東海ビバレッジサービス

旧・米久ベンディング。
  - 中部キリンビバレッジサービス

営業圏域は中部地方。
  - 関西キリンビバレッジサービス

営業圏域は関西地方。
  - キリンビバックス

営業圏域は中国・四国及び九州地方。旧宇部興産飲料。以前はペプシコーラのボトラーであったが、1998年に宇部興産がキリンビバレッジに全保有株式（80%）を売却し、キリン系列入り。2004年に簡易株式交換を行い完全子会社化。2016年1月に九州キリンビバレッジサービスと統合し、現社名となる。
- キリンビバレッジバリューベンダー

自動販売機に関わる清涼飲料水および食品の企画・販売
- オリエンタルベンディング

自動販売機における付帯業務を担当。
- キリンメンテナンス・サービス

自動販売機などキリングループ商品を扱う販売機器の保守業務を担当。
鉄道会社
- 小田急電鉄

　小田急ロマンスカーの車内における自動販売機での清涼飲料水の販売。

### 海外
- 上海錦江麒麟飲料食品有限公司（中国）
- 北京統一麒麟飲料有限公司（中国）
- 麒麟飲料（上海）有限公司（中国）
- サイアムキリンビバレッジ（タイ）
- キリン・エースコック(ベトナム)飲料有限責任会社（ベトナム）

## テレビ番組
- 日経スペシャル ガイアの夜明け 緑茶のプライドを賭けた闘い（2006年6月20日、テレビ東京）[51] - タイ進出を取材。

## 企業広告活動
- グループ会社の麒麟麦酒とともに、サッカーの日本代表強化試合シリーズ（キリンカップ・サッカー、キリンチャレンジカップ）に協賛している。また1978年よりサッカー日本代表のスポンサーを務めており[52]、「アミノサプリ」や「NUDA」「LOVES SPORTS」などをオフィシャルドリンクとして提供している。
- ゲームソフトのファミスタシリーズにおいて、スーパーファミスタ4・スーパーファミスタ5の二作品で同社製品の広告を入れていた。
- 静岡支社はKIRIN キリンビール静岡支社（旧静岡統括支社）共々、毎年秋に静岡市で開催される「大道芸ワールドカップin静岡」に協賛している。
- 2009年に周南市総合スポーツセンター（山口県周南市）の命名権を取得し、「キリンビバレッジ周南総合スポーツセンター」の呼称としている。周南市にかつてキリンの製瓶工場（富田製壜工場）があった縁によるもの[53]。命名権取得はキリングループとしても初の事例。2020年には防府市スポーツセンター（山口県防府市）の命名権を取得し、「キリンレモンスタジアム」の呼称としていた[54]（2025年3月末で命名権契約満了[55]）。
- 2020年に本社がある中野区にある平和の森公園内に開設された総合体育館「中野区立総合体育館」のネーミングライツを獲得し、「キリンレモンスポーツセンター」と命名された。

### 提供番組

#### テレビ

##### 現在
- 新美の巨人たち （テレビ東京系）2007年1月6日の放送から一社提供。同じくキリングループのキリンビールが参加。
- 踊る!さんま御殿!!（日本テレビ系、2016年4月から）
- めざましテレビ（フジテレビ系、隔日7:45分頃、2009年10月から前任コーセーと入れ替わり。）
- 木曜劇場（フジテレビ系、2018年4月から）

##### 過去
- あややゴルフ（日本テレビ・関東ローカル）一社提供。番組内では、松浦亜弥がCMキャラクターを務める「午後の紅茶」のコマーシャルのみを流していた。
- あややゴルフ2（日本テレビ・関東ローカル）あややゴルフと同様、一社提供であり、番組内では、松浦亜弥がCMキャラクターを務める「午後の紅茶」のコマーシャルのみを流していた。
- サイボーグ009 THE CYBORG SOLDIER（テレビ東京系）
- 土曜プレミアム（フジテレビ系）途中降板
- まるまるちびまる子ちゃん（フジテレビ系）提供表示自粛
- 中居正広の金曜日のスマたちへ（TBS系）
- キリンものしりシリーズ（毎日放送）キリンレモン名義。
- うたばん（TBS系）
- 関口宏の東京フレンドパークII（TBS系）
- ガチンコ!（TBS系）
- ジャンクSPORTS（フジテレビ系）1998年4月より「ハッピーバースデー!」、「笑う犬シリーズ」時代から日曜20時枠のスポンサー。同業者の日本コカ・コーラもスポンサー。
- ZIP!（日本テレビ系、隔日6:30枠）
- TVチャンピオン（テレビ東京系）
- 世界ゴッタ煮偉人伝（フジテレビ系）
- わらいのじかん（テレビ朝日系）
- サタ★スマ（フジテレビ系）
- めちゃ×2イケてるッ!（フジテレビ系）
- GTO（フジテレビ系）
- 日曜ビッグスペシャル（テレビ東京系）
- 独占!!スポーツ情報（日本テレビ系）
- 水曜ドラマ（日本テレビ系）
- ザ!鉄腕!DASH!!（日本テレビ系）2019年4月からは親会社のキリンビールが参加。
- 金曜ロードショー（日本テレビ系）
- 僕らの音楽 Our Music（フジテレビ系）2007年4月の第4期より、ソニーグループに代わり筆頭スポンサーとなる。2007年10月から2008年3月21日放送分まで一社提供。2008年3月28日の1時間スペシャルと第5期（2008年4月）からは同じくキリングループのキリンビールが参加。しかし、2013年10月改編で同番組から提供を降板した（降板後は週替わり複数社スポンサーとなって番組は2014年9月19日に終了した）。
- ソロモン流（テレビ東京系）前番組「ソロモンの王宮」開始から2008年3月下旬までは筆頭スポンサー。同年4月6日放送分から同じくキリングループのキリンビールが参加。しかし、キリンビールは2013年9月末をもって降板。当社は残ったが、30秒に縮小された。その後2014年3月で降板。番組も同年9月28日で終了した。

#### ラジオ

##### 現在
- Misiearth（TOKYO FM）
- A&G 超RADIO SHOW〜アニスパ!〜（文化放送）キリン・メッツコーラ名義。
- A&Gメディアステーション こむちゃっとカウントダウン（文化放送）同上。
- お早うネットワーク（ニッポン放送・NRN系）キリン・FIRE名義。
- NRNナイター（ニッポン放送・NRN系）
  - ニッポン放送ショウアップナイター
  - ABCフレッシュアップベースボール（ABCラジオ）
- キリンビバレッジ presents 47のチカラ〜私の別格〜（TOKYO FM）

##### 過去
- 平凡アワー（キリンレモン）・マチャアキのスタービッグホリデイ（ニッポン放送）　　　　　　　　　　　　　　　　　　　　　　　JFN時報　2013年4月～9月まで平日のAM10時～正午の時報を担当していた。(JFNC)

### CM

#### 歴代CMソング
- 「Chassé（シャッセ）」（全曲、観月ありさ）
伝説の少女
TOO SHY SHY BOY!
今年いちばん風の強い午後
- 「天然育ち」（全曲PUFFY）
アジアの純真
渚にまつわるエトセトラ
- 「生茶」
空も飛べるはず（スピッツ）
- 「FIRE」
To Feel the Fire（スティーヴィー・ワンダー）
日本人歌手によるカバーバージョンも存在する（Gackt・八代亜紀・鈴木雅之・広瀬香美など）。
氷雨（ジェロ）
明日の☆SHOW（福山雅治）
- 「午後の紅茶」
気がつけば あなた（松浦亜弥）
Isn't She Lovely（スティーヴィー・ワンダー）
- 「潤る茶」
きらきら (Aqua Timez)
- 「キリンレモン」
My Station (EXILE)
youthful days (Mr.Children)
- 「ポストウォーター」
君よ!ポストウォーターで変われ!（筋肉少女帯）

#### CM出演者

##### 現在
- 清原果耶「午後の紅茶」
- 土居怜史「トロピカーナ」
- 岩田絵莉佳、CHIELU、ALEX JD、SANMY「トロピカーナ エッセンシャルズ」
- タモリ「キリンiMuse」[注釈 3]
- 天海祐希「キリンiMUSE 朝の免疫ケア」
- 豊嶋花「キリンiMUSE 朝の免疫ケア」

##### 過去
- 千葉真一「超力水」
- 観月ありさ「Chassé（シャッセ）」
- 加藤幸子「キリンコーンティー」
- 小林稔侍、高品格「JIVE」
- 古舘伊知郎「JIVE」
- 野茂英雄（元大リーガー）「JIVE」「Z7」
- 玉置浩二「JIVE」
- 原沙知絵「JIVE」
- 中井貴一「烏龍茶 鳳凰」
- 鈴木保奈美「烏龍茶 鳳凰」
- 野際陽子「烏龍茶 鳳凰」
- 千秋「烏龍茶 鳳凰」
- 笠智衆「春摘茶葉烏龍茶」
- 三浦洋一 (俳優)「キリンオレンジファミリー」
- 瀬戸朝香「きりり」
- アジャ・コング「きりり」
- 佐藤康恵「きりり」
- 神取忍「きりり」
- モーニング娘。「きりり」
- PUFFY「天然育ち」
- 辻香緒里「大黒茶」
- ダウンタウン「OZMO」
- 嵐[注釈 4]「メッツ」（大野智・相葉雅紀・松本潤）「shavadava」（二宮和也）「午後の紅茶 おいしい無糖」（松本潤）
- 吉川ひなの「サプリ」
- 滝沢秀明「サプリ」
- ムロツヨシ「サプリ」
- 坂口憲二「日本茶 玄米」「釜の茶」
- 中山美穂「茶来」
- 仲間由紀恵「潤る茶」
- 柳楽優弥「FIRE」「iMUSE」
- 松坂大輔「Speed」
- 香取慎吾「忍茶」「激流」
- ナインティナイン「NUDA」「メッツコーラ」
- 梨花「NUDA」
- 東京スカパラダイスオーケストラ「NUDA」
- 古閑美保「アミノサプリ」
- 小林亜星、小林繁「キリン・トマトジュース」
- 堺雅人[注釈 5]「キリンの泡」
- 関根麻里「からだ想い茶 ぽっぽ茶」「からだ想い茶 すぅーっと茶」

「ぽっぽ茶」では林家ペー・林家パー子夫妻と、「すぅーっと茶」では水木一郎と共演。
- 佐藤浩市[注釈 6]、コロ助（『キテレツ大百科』より）「にっぽん米茶」
- 松本幸四郎、松たか子「別格」
- 長谷部誠「大人のキリンレモン/キリンレモン」「ボルヴィック」
- 辻元舞「iMUSE」
- 山崎紘菜「キリン麦茶」
- 小松菜奈「晴れと水」
- 安田顕「キリンガラナ」（北海道限定）
- ブルース・ウィリス「ポストウォーター」（1991年度）[56]
- 細川ふみえ、森毅「ポストウォーター」（1992年度）[56]

## 不祥事

### 指定外添加物の使用
- 2002年から2003年にかけて発売された一部製品[注釈 7]で使用されていた香料（オレンジフレーバー）を調べたところ、日本では食品添加物としての使用が認められていない「N-エチル-4-メンタン-3-カルボキサミド」が含まれていることが判明した[57]。これにより、キリンビバレッジは当該製品を回収した。また、当該製品の中にはテスト販売していた「キリンメッツ グレープフルーツ/レッドグレープ」（410mlペットボトル)も含まれていたため、発売が延期された[57]。なお、香料の製造・販売元である「クエスト・インターナショナル・ジャパン」は横浜市衛生局より営業禁止を言い渡された[57][注釈 8]。

### ミックスジュースの不適切なパッケージ
- 同社が販売している「トロピカーナ100％ まるごと果実感 メロンテイスト 900ml 紙パック」で2020年6月9日から2022年4月13日の間、原材料の98%がブドウ、リンゴ、バナナであったにもかかわらず、「厳選マスクメロン」、「Tropicana REAL FRUIT EXPERIENCE まるごと果実感」、「100% MELON TASTE」とあたかも原材料の大部分がメロンの果汁であるかのような不適切なパッケージとなっていた。2022年9月6日に、消費者庁は同社に、不当景品類及び不当表示防止法第5条の規定により禁止されている同条第1号にあたる不当な表示を行っていたとして、同法第7条第1項に基づく措置命令を行った[59][60]。2023年1月18日に消費者庁は景品表示法違反（優良誤認）に当たるとして、同社に1915万円の課徴金納付命令を出した[61]。